# Межник (Шимский район)
Межник — деревня в Шимском районе Новгородской области в составе Медведского сельского поселения.

## География
Находится в западной части Новгородской области на расстоянии приблизительно 13 км на северо-запад по прямой от районного центра поселка Шимск.

## История
На местной карте 1847 года деревни еще не было. В 1907 году здесь (деревня Новгородского уезда Новгородской губернии) было учтено 48 дворов.

## Население
Численность населения: 262 человека (1907 год), 56 (русские 100 %) в 2002 году, 35 в 2010.